# 바버라 쿡
바버라 쿡(Barbara Cook, 1927년 10월 25일 ~ 2017년 8월 8일)은 미국의 배우, 가수이다.

## 연극
- 오클라호마!
- 왕과 나 (뮤지컬)

## 텔레비전
- 60분